# Devasyapadur, Bantval
Devasyapadur là một làng thuộc tehsil Bantval, huyện Dakshina Kannada, bang Karnataka, Ấn Độ.